# ژان ویکی
ژان ویکی (انگلیسی: Jean Wicki؛ زادهٔ ۱۸ ژوئن ۱۹۳۳) ورزشکار بابسلد اهل سوئیس بود.